# Z10 Hans Lody
Z10 Hans Lody – niemiecki niszczyciel typu 1934A (Leberecht Maass) z okresu przedwojennego i II wojny światowej. 

## Budowa
Zamówiony 4 sierpnia 1934, położenie stępki – 1 kwietnia 1935, wodowanie - 14 maja 1936, wejście do służby - 13 września 1938. Zbudowany w stoczni Germaniawerft w Kilonii (numer stoczniowy G536). W systemie oznaczeń niemieckich niszczycieli miał przydzielony numer Z10 (rzadko używany oficjalnie). Jedynie przed wojną nosił numer burtowy 82, usunięty na początku wojny. Koszt budowy wyniósł 13,4 miliona Reichsmark. 
Nazwę nadano mu na cześć niemieckiego szpiega straconego 6 listopada 1914 w Wielkiej Brytanii, por. Carla Hansa Lody'ego (wyjątek wśród niszczycieli typu 34/34A, nazywanych od oficerów marynarki poległych na okrętach).

## Służba

### Bałtyk i Morze Północne 1939-1940
Po wybuchu II wojny światowej, brał udział w pierwszych dniach kampanii wrześniowej 1939 roku bez wydarzeń bojowych (wraz z "Bernd von Arnim" wchodził w skład 8. Dywizjonu Niszczycieli 4. Flotylli). Przeniesiony następnie nad Morze Północne, brał udział w kontrolowaniu statków handlowych. Podczas przygotowania do operacji minowej, 4 września 1939 został lekko uszkodzony w Helgolandzie na skutek wybuchu ładowanego ochraniacza pola minowego (2 zabitych, 4 rannych).
Pod koniec 1939 uczestniczył w dwóch nocnych operacjach stawiania min u wybrzeży Anglii. W pierwszej, w nocy 18/19 listopada 1939 stawiał miny w ujściu rzeki Humber wraz z "Erich Steinbrinck" i "Friedrich Eckoldt" (być może na tych minach zatonął MS "Piłsudski"). Następnie 6/7 grudnia 1939 stawiał miny pod Cromer, z "Erich Giese". Podczas powrotu 7 grudnia doszło do pierwszego starcia niemieckich niszczycieli z brytyjskimi niszczycielami, w trakcie którego "Lody" wykonał bezskuteczny atak torpedowy na niszczyciel HMS "Juno" (drugi niszczyciel HMS "Jersey" został uszkodzony przez "Giese"). 
Od lutego do maja 1940 był w remoncie. Nie brał udziału w ataku na Norwegię. Na początku czerwca 1940 wziął udział w operacji Juno - eskorcie pancerników "Scharnhorst" i "Gneisenau" i krążownika "Admiral Hipper" atakujących alianckie transporty z Norwegii (z niszczycielami "Hermann Schoemann", "Erich Steinbrinck" i "Karl Galster"). "Lody" wziął udział podczas niej w zatopieniu patrolowca (uzbrojonego trawlera) "Juniper" i ratowaniu jego załogi oraz zdobył trawler rybacki. Później, w dniach 20-23 czerwca 1940 eskortował uszkodzonego "Scharnhorsta" do Kilonii (z "Schoemannem", "Steinbrinckiem", "Galsterem" i torpedowcami "Greif", "Kondor", "Falke", "Jaguar"). Z kolei w dniach 25-28 lipca 1940 eskortował z Trondheim do Kilonii uszkodzony pancernik "Gneisenau" (z krążownikiem "Nürnberg", niszczycielami "Friedrich Ihn", "Paul Jacobi", "Karl Galster" i 5 torpedowcami: "Iltis", "Jaguar", "Kondor", "Luchs", T5). Podczas tego, 27 lipca doszło do niegroźnej kolizji "Lody" z "Gneisenau".

### Zachodnia Francja 1940
Od września 1940 "Hans Lody" operował z Cherbourga, następnie Brestu w zachodniej Francji (został tam przebazowany 11 września 1940 z innymi niszczycielami, jako okręt flagowy 6. Flotylli kmdra Beya). Prawdopodobnie w tym okresie został wyposażony w radar. W nocy z 28 na 29 września 1940 stawiał miny na wodach angielskich (w Zatoce Falmouth, wraz z "Paul Jacobi", "Friedrich Ihn", "Karl Galster", "Erich Steinbrinck", pod osłoną "Friedrich Eckoldt" i "Theodor Riedel"). 10 października 1940 został lekko uszkodzony pociskami i odłamkami przez lotnictwo brytyjskie w Breście (2 zabitych, 7 rannych). Podczas kolejnej akcji w nocy z 17/18 października, wraz z "Erich Steinbrinck", "Friedrich Ihn" i "Karl Galster" wziął udział w pojedynku artyleryjskim z brytyjskimi krążownikami "Newcastle" i "Emerald" i niszczycielami, przerwanym przez Niemców. 
Wraz z "Karl Galster" i "Richard Beitzen", w nocy na 25 listopada 1940 zatopił w rejonie przylądka Lizard holenderski statek "Apollonia" (2156 BRT) i uszkodził statek "Stadion II", a 29 listopada 1940 zatopił 3 małe statki. W następującym starciu z brytyjskimi niszczycielami rano 29 listopada koło przylądka Lizard uszkodził poważnie dwoma torpedami niszczyciel HMS "Javelin". 
9 grudnia 1940 "Lody" powrócił do Niemiec i do kwietnia 1941 przebywał w remoncie. W dniach 18-22 maja 1941 eskortował pod flagą dowódcy 6. Flotylli Niszczycieli komandora Alfreda Schulze-Hinrichsa pancernik "Bismarck" i krążownik "Prinz Eugen" z Gdyni do wysokości Trondheim, przed ich korsarskim rejsem na Atlantyk (wraz z "Friedrich Eckoldt" i Z23). 11-13 czerwca 1941 eskortował (wraz z "Eckoldtem", "Galsterem", Z23 i Z24) z Kilonii do Trondheim krążownik "Lützow", który jednak został uszkodzony torpedą lotniczą i operację przerwano. 

### Północna Norwegia i Arktyka 1941-1943
Od lipca do września 1941 "Lody" działał przeciwko ZSRR na dalekiej północy, z baz w Norwegii (Kirkenes), w składzie 1. dywizjonu 6. Flotylli. Podczas pierwszej akcji 13 lipca wraz z "Hermannem Schoemannem" (lub "Beitzenem") i "Karlem Galsterem" zatopił radziecki patrolowiec (uzbrojony trawler) SKR-22 "Passat" i dwa trawlery RT-32 i RT-67 przedsiębiorstwa EPROM, holujące pontony do ratunkowych prac podwodnych (RT-32 uszkodzony wyrzucił się na brzeg). "Lody" nie wziął udziału w kolejnej akcji 22–29 lipca z powodu awarii w maszynowni.
10 sierpnia 1941 podczas wypadu do Zatoki Kolskiej, wraz z "Friedrichem Eckoldtem" i "Richardem Beitzenem", zatopił patrolowiec SKR-12 "Tuman" i walczył z radziecką artylerią nadbrzeżną i lotnictwem. 30 sierpnia 1941 "Lody" wraz z "Galsterem" eskortował konwój, z którego składu brytyjski okręt podwodny HMS "Trident" zatopił dwa transportowce wojska "Donau" i "Bahia Laura". We wrześniu 1941 "Lody" z uwagi na problemy z kotłownią został odesłany do remontu do Niemiec, trwającego do marca 1942. W tym okresie prawdopodobnie wzmocniono lekkie uzbrojenie plot do 9 działek 20 mm.
Następnie od maja do lipca 1942 "Lody" ponownie działał w Norwegii i Arktyce. 15-20 maja 1942 eskortował (wraz z "Beitzenem", Z 27, Z 29 i eskortowcem F 1) krążownik "Lützow" ze Świnoujścia do Kristiansand, a następnie do Trondheim (operacja Walzertraum). 24-25 maja eskortował "Lützowa" do Narwiku. Podczas operacji przeciw konwojowi PQ-17, 3 lipca 1942 "Lody" uszkodził dno i śruby na podwodnej skale w Altafjordzie (wraz z nim, "Karl Galster" i "Theodor Riedel", "Lody" odniósł najpoważniejsze uszkodzenia z nich), po czym od lipca 1942 do lutego 1943 przebywał w remoncie w Niemczech. 
Po remoncie, od maja do listopada 1943 ponownie działał w północnej Norwegii. 8 września 1943 wziął udział w operacji Zitronella – rajdzie niemieckich pancerników na Spitsbergen. 21 listopada 1943 lekko uszkodzony w kolizji z "Erich Steinbrinck".

### Cieśniny Bałtyckie i Bałtyk 1943-1945
Od grudnia 1943 do kwietnia 1944 działał w rejonie Cieśnin Duńskich, między innymi stawiając kilkukrotnie obronne zagrody minowe. Następnie, od maja 1944 do lutego 1945 przechodził remont kapitalny połączony z modernizacją w Kilonii, po którym miał uzbrojenie przeciwlotnicze: 14 x 37 mm i 10 x 20 mm kosztem zdemontowania jednego działa artylerii głównej. Zastosowano też wydłużony "atlantycki" dziób, zwiększając długość do 123 m i nieco poprawiając kiepskie własności morskie.
Pod koniec wojny działał na Bałtyku. Podczas ostatnich dni wojny, między 5 a 9 maja 1945, wraz z "Paul Jacobi", "Friedrich Ihn", "Theodor Riedel", "Karl Galster", Z25, Z38, Z39, odbył kilka rejsów, ewakuując uchodźców niemieckich z Helu do Kopenhagi. Kapitulacja Niemiec zastała go w Kilonii. 
Po wojnie przekazany Wielkiej Brytanii, otrzymał numer burtowy N-97 i został skierowany do rezerwy, a następnie w 1948 sprzedany na złom i w następnym roku złomowany.
Historia konstrukcji i opis okrętu - w opisie niszczycieli Typu 1934.
Dowódcy
- kmdr ppor (Korvettenkapitän) Karl von Puttkammer (13 września 1938 - 22 sierpnia 1939)
- kmdr ppor von Wangenheim (23 sierpnia 1939 - 31 października 1940)
- kmdr ppor. Pfeiffer (1 listopada 1940 - 10 sierpnia 1942)
- kmdr ppor. Zenker (11 sierpnia 1942 - 10 marca 1943)
- kpt mar. (Kapitänleutnant) Vorsteher (marzec 1943 - kwiecień 1943)
- kmdr por./kmdr (Kapitän zur See) Marks (kwiecień 1943 - 15 listopada 1943)
- kmdr ppor./kmdr por. Haun (15 listopada 1943 - czerwiec 1944)
- kpt. mar. Bulla (lipiec 1944 - listopad 1944)
- kmdr por. Haun (listopad  1944 - maj 1945)

## Dane techniczne
- wyporność:
  - standardowa: 2270 t
  - pełna: 3190 t
- wymiary:
  - długość: 121 m
  - szerokość: 11,3 m
  - zanurzenie: 4,3 m
- napęd: 2 turbiny parowe o mocy łącznej 70 000 KM, 6 kotłów parowych Bensona (ciśnienie pary 110 atm), 2 śruby
- prędkość maksymalna: 38 w.
- zasięg: 1530 mil morskich przy prędkości 19 w.
- zapas paliwa: 670 t. mazutu
- załoga: 325

Uzbrojenie: 
- początkowo:
  - 5 dział 127 mm SK C/34 w pojedynczych stanowiskach, osłoniętych maskami (5xI)
    - długość lufy L/45 (45 kalibrów), donośność maksymalna 17.400 m, kąt podniesienia +30°, masa pocisku 28 kg, zapas amunicji - 120 na działo (rzeczywisty kaliber 128 mm).

  - 4 działka przeciwlotnicze 37 mm LC/30 podwójnie sprzężone (2xII)
  - 6-9 działek przeciwlotniczych 20 mm (6xI)
  - 8 wyrzutni torpedowych 533 mm (2xIV), 12-16 torped
  - 18 bomb głębinowych (zrzutnia bg, później 4 miotacze bg)
  - możliwość zabrania 60 min morskich

- 1945:
  - 4 działa 127 mm SK C/34 w pojedynczych stanowiskach, osłoniętych maskami (4xI)
  - 14 działek przeciwlotniczych 37 mm M/42 (7xII)
  - 10 działek przeciwlotniczych 20 mm (1xIV, 3xII)
  - 8 wyrzutni torpedowych 533 mm (2xIV), 12-16 torped
  - bomby głębinowe (zrzutnia bg, 4 miotacze bg)
  - możliwość zabrania 60 min morskich

Wyposażenie
- radar FuMo 21 (od 1941/42), FuMo 24/25 (od 1943)
- radar FuMo 63 (od 1944)
- szumonamiernik GHG
- hydrolokator S-Gerat
- system kierowania ogniem artylerii głównej: dwa 4-metrowe dalmierze stereoskopowe (na nadbudówce dziobowej i śródokręciu), centrala artyleryjska C34/Z